# Poljica (Podbablje)
Poljica (más néven Poljica Imotska) falu Horvátországban Split-Dalmácia megyében. Közigazgatásilag Podbablje községhez tartozik.

## Fekvése
Splittől légvonalban 55, közúton 76 km-re keletre, Makarskától légvonalban 16, közúton 26 km-re északkeletre, a dalmát Zagora területén, Imotska krajina középső részén, Imotski városától 10 km-re délnyugatra, az Imotski-mezőtől délre, az Osoje és a Ribešina magaslatai közötti völgykatlanban fekszik. A völgynek csak az északi oldala lakott. A falu alatt mező található, melynek közepén a templom és a temető is fekszik. Településrészei Poljica su Livajići, Lozići, Skake, Ćelići, Biloši, Skejići, Pekići, Luetići, Ćerlukići, Šušnjari, Žarkovići, Kujundžić-Lujani, Gudelji-Velage, Runaci, Lovrići, Matkovići, Đukići, Gaće és Margetići..

## Története
Poljica neve kis mezőt jelent, mely méltán fejezi ki a település fekvését. Mivel ezen a néven az országban több település is található megkülönböztetésül Poljica Imotskának szokták nevezni. Területe már a történelem előtti időkben is lakott volt. Ezt igazolja Matkovići nevű településrészétől délre a mezőn fennmaradt néhány díszes sírkő és tőlük keletre található két kisebb halomsír. A középkori horvát állam közigazgatásában ez a terület Fehér-Horvátországhoz, azon belül az Imoti zsupánsághoz tartozott. A bencés atyák a 11. században Proložachoz tartozó Opačacnál a Vrljika-folyó forrásánál építették fel kolostorukat, innen végezték a térség lakóinak keresztény hitre térítését. A 14. századtól a hívek lelki gondozását a ferencesek vették át, akik az elpusztult kolostort újjáépítették. A török 1463-ban meghódította a közeli Boszniát, majd 1493-re már ez a terület is uralmuk alá került. A település első írásos említése is a török uralom idejére, a 16. századra esik, amikor az imoti náhije defterében a kamenmosti plébániához tartozó települések között szerepel. A török uralom teljes ideje alatt a hívek lelki gondozását a vrljikai ferencesek látták el, kolostoruk a 17. századtól már a Prološko blato kis Manastir nevű szigetén működött. A 16. század második felében a rend a közeli Kamenmoston is letelepedett, ahol saját rendházuk és kápolnájuk is volt. Az 1699-es karlócai béke török kézen hagyta. Végleges felszabadulása csak az újabb velencei-török háborút lezáró pozsareváci békével 1718-ban történt meg. Ezután a Velencei Köztársaság fennhatósága alá tartozott. A podbabljei plébániát kezdetben a ferences atyák vezették, akik 1735-ig laktak Kamenmoston, ezután építették fel az új plébániaházat a plébánia központjában. A poljicai plébániát 1758-ban választották le Podbabljéról. A velencei uralomnak 1797-ben vége szakadt és osztrák csapatok vonultak be Dalmáciába. 1806-ban az osztrákokat legyőző franciák uralma alá került, de Napóleon lipcsei veresége után 1813-ban újra az osztrákoké lett. A falunak 1857-ben 835, 1910-ben 1641 lakosa volt. 1918-ban az új szerb-horvát-szlovén állam, majd később Jugoszlávia része lett. A háború után a szocialista Jugoszláviához került. 1991 óta a független Horvátországhoz tartozik. 2011-ben a településnek 808 lakosa volt.

## Lakosság
| Lakosság változása | Lakosság változása | Lakosság változása | Lakosság változása | Lakosság változása | Lakosság változása | Lakosság változása | Lakosság változása | Lakosság változása | Lakosság változása | Lakosság változása | Lakosság változása | Lakosság változása | Lakosság változása | Lakosság változása | Lakosság változása |
| ------------------ | ------------------ | ------------------ | ------------------ | ------------------ | ------------------ | ------------------ | ------------------ | ------------------ | ------------------ | ------------------ | ------------------ | ------------------ | ------------------ | ------------------ | ------------------ |
| 1857               | 1869               | 1880               | 1890               | 1900               | 1910               | 1921               | 1931               | 1948               | 1953               | 1961               | 1971               | 1981               | 1991               | 2001               | 2011               |
| 835                | 1.288              | 989                | 1.097              | 1.364              | 1.641              | 1.449              | 1.101              | 1.188              | 1.191              | 1.124              | 1.160              | 992                | 970                | 816                | 808                |

(1869-ben lakosságát Donji Proložachoz számították.)

## Nevezetességei
- Szent Anna tiszteletére szentelt plébániatemploma helyén már a török uralom idején is állt egy kisebb templom, vagy kápolna. A mai templom közvetlen elődjét 1744-ben építették. Ezt a templomot azonban 1859-ben lebontották és a helyén új templomot emeltek, melyhez 1867-ben építették a kórust és a harangtorony egy részét. Idővel azonban ez a templom is kicsinek bizonyult és 1889-ben hozzáfogtak bővítéséhez, de pénz hiányában és a háború közbejötte miatt a munkák egy időre abbamaradtak. Végül csak 1919-ben fejezték be a templom építését. A kőből épített, piramisban záródó  harangtorony 1925-ben épült hozzá. A fából faragott Szent Anna oltár az imotski Rako műhelyben készült és 1876-ban állították fel a templomban. 1929-ben felépítették a két mellékoltárt is, melyek Jézus szíve és Szűz Mária tiszteletére voltak szentelve. A helyiek 1930-ban Franciaországban kaptak ajándékba egy szép, nagyméretű keresztet, melyet a nép csak francia keresztnek nevez. Ugyanebben az évben helyezték el Szent Mihály szobrát a templomban. A II. vatikáni zsinat előírásai szerint Ante Silić plébános idejében átrendezték a liturgikus teret. A régi, fából faragott oltárokat eltávolították és a szentélyben szembemiséző oltárt állítottak fel. Az oltár mögé szentségtartót, keresztelőmedencét és egy nagyméretű Szent Anna szobrot állítottak fel. A diadalív ét oldalára Szent Márk és Szent Mihály szobrai kerültek. A régi, fából készített kórust betonból építették újjá. A legutóbbi időkben az ablakokat színes üvegablakokra cserélték, melyek a helyi származású festőművész Ivan Kujundžić munkái.
- A Gyógyító boldogasszony tiszteletére szentelt kápolnát 1861-ben építették a plébániaház mellé a mindenkori plébános személyes használatára. Fából faragott oltárát 1876-ban a imotski Rako mester készítette. A Szűz Mária és a Szent Teréz szobrok helyi lakosok ajándékai. A homlokzaton két, félköríves ablak látható, a kis harangtoronyban egy harang található.
- A biloši Páduai Szent Antal kápolnát 1920-ban építették. Évente csak egy alkalommal, június 13-án a szent ünnepén tartanak misét benne.
- Matkovići nevű településrészétől délre a Grebine nevű helyen, a mezőn fennmaradt néhány díszes sírkő. Ezektől keletre két kisebb, mintegy 15 méteres átmérőjű halomsír található. A leletek a történelem előtti időből származnak.

## Oktatás
Az iskola, mely a község legrégibb iskolája a település alsó részén található.

## Sport
„Poljica” bocsakluib